# Hypercomplex getal
Hypercomplex getal wordt in de wiskunde gebruikt voor elementen van algebra's die een vervolg zijn op rekenen met complexe getallen. Hypercomplexe getallen hebben een lange reeks van voorvechters, waaronder Hermann Hankel, Georg Frobenius, Eduard Study en Élie Cartan. Studie van bijzonder hypercomplexe systemen leidt tot hun weergave door middel van lineaire algebra, dus door matrices. Het meest voorkomende gebruik van hypercomplex getallen verwijst naar algebraïsche systemen met meer dimensies, met meer assen. Biquaternionen en octonionen zijn voorbeelden van hypercomplexe getalsystemen.
Ondanks hun verschillende algebraïsche eigenschappen, wordt opgemerkt dat hypercomplexe getallen geen lichaam (Ned) / veld (Be) vormen, omdat de complexe getallen volgens de hoofdstelling van de algebra een algebraïsch gesloten verzameling zijn.

## Websites
- MathWorld. Hypercomplex Number.
- Sketching the History of Hypercomplex Numbers